# Georg Strassmann
Georg Strassmann (* 22. Februar 1890 in Berlin; † 5. Oktober 1972 in Belmont (Massachusetts)) war ein Mediziner.
Strassmann promovierte 1913 an der Universität Heidelberg und wurde 1923 Privatdozent in Wien. 1927 wurde er außerordentlicher Professor an der Universität Breslau. 1938 emigrierte er in die Vereinigten Staaten, wo er Leiter des Pathologischen Instituts in Waltham (Massachusetts), wurde.
1953 wurde er von der „Deutschen Gesellschaft für gerichtliche und soziale Medizin“ zum Ehrenmitglied ernannt. 1957 hat die Bundesrepublik Deutschland Georg Strassmann nachträglich zum ordentlichen Professor ernannt.